# Хауард Пајл
Хауард Пајл (енгл. Howard Pyle; Вилмингтон, 5. март 1853 — Фиренца, 9. новембар 1911) био је амерички илустратор, сликар и писац, углавном књига за младе.
Године 1894. почео је да предаје илустрацију на Институту за уметност, науку и индустрију Дрексел (данас Универзитет Дрексел). Међу његовим студентима били су Вајолет Окли, Максфилд Париш и Џеси Вилкокс Смит. Након 1900. године, основао је сопствену школу уметности и илустрације под називом Школа илустрације Хауарда Пајла. Историчар уметности Хенри Пиц касније је користио термин „Школа Брендивајна” за илустраторе и чланове породице Вајет из региона Брендивајн, од којих су многи учили код Пајла. Пајл је оставио трајан утицај на бројне уметнике који су касније и сами постали познати, попут Н. К. Вајета, Френка Шуновера, Торнтона Оклија, Алена Тапера Труа, Стенлија Артерса и многе друге.
Његов класични роман Авантуре Робина Худа (1883) и данас се штампа, а његове друге књиге често су смештене у средњовековну Европу, укључујући и четворотомни серијал о краљу Артуру. Пајл је такође познат по илустрацијама пирата и сматра се творцем савремене стереотипне представе о изгледу гусарске одеће. Свој први роман Ото сребрне руке објавио је 1888. године. Илустровао је и историјске и авантуристичке приче за часописе попут Harper's Magazine-а и St. Nicholas-а. Његов роман Људи од гвожђа екранизован је као филм Црни штит Фолворта (1954).
Пајл је 1910. отпутовао у Фиренцу, како би студирао мурално сликарство. Тамо је изненада преминуо 1911. године од инфекције бубрега.